# 管九皋
管九皋（？—？），字汝鳴，號鶴野，南直隶廣德州水西都人。明朝政治人物。

## 生平
隆慶四年（1570年）庚午科應天府鄉試舉人，授浙江富陽知縣，催科不扰，民自乐输。断狱片言，豪强敛迹。修学宫，劝民树植，修筑隄堰，皆利及百年。士民在觀山麓建管公祠祭祀，萬曆十六年（1588年）三月考选廣東道試御史，九月弹劾应天府丞許孚遠，使其降职。饶伸以论申时行下诏狱，十七年二月給事中胡汝宁以迎媚时行，复弹劾饶伸、高桂，科道官陆懋龙、杨文焕、林祖述、管九皋、毛在等人亦连章攻击饶、高二人，引起黨争，九月管九皋出为陕西按察司佥事，十月調广东，整饬雷廉兵备。谢政后行囊萧然，家徒四壁。富阳及廉州府皆祀名宦。